# Vicente Aleixandre
Vicente Aleixandre y Merlo (Sevilla, 26 de abril de 1898-Madrid, 14 de diciembre de 1984) fue un poeta español de la llamada generación del 27. Fue académico de la Real Academia Española desde 1950, ocupando el sillón de la letra O.
Obtuvo el Premio Nacional de Literatura en 1933 por La destrucción o el amor, el Premio de la Crítica en 1963 por En un vasto dominio y en 1969 por Poemas de la consumación, así como el Premio Nobel de Literatura en 1977.

## Biografía

### Familia, infancia, juventud, estudios

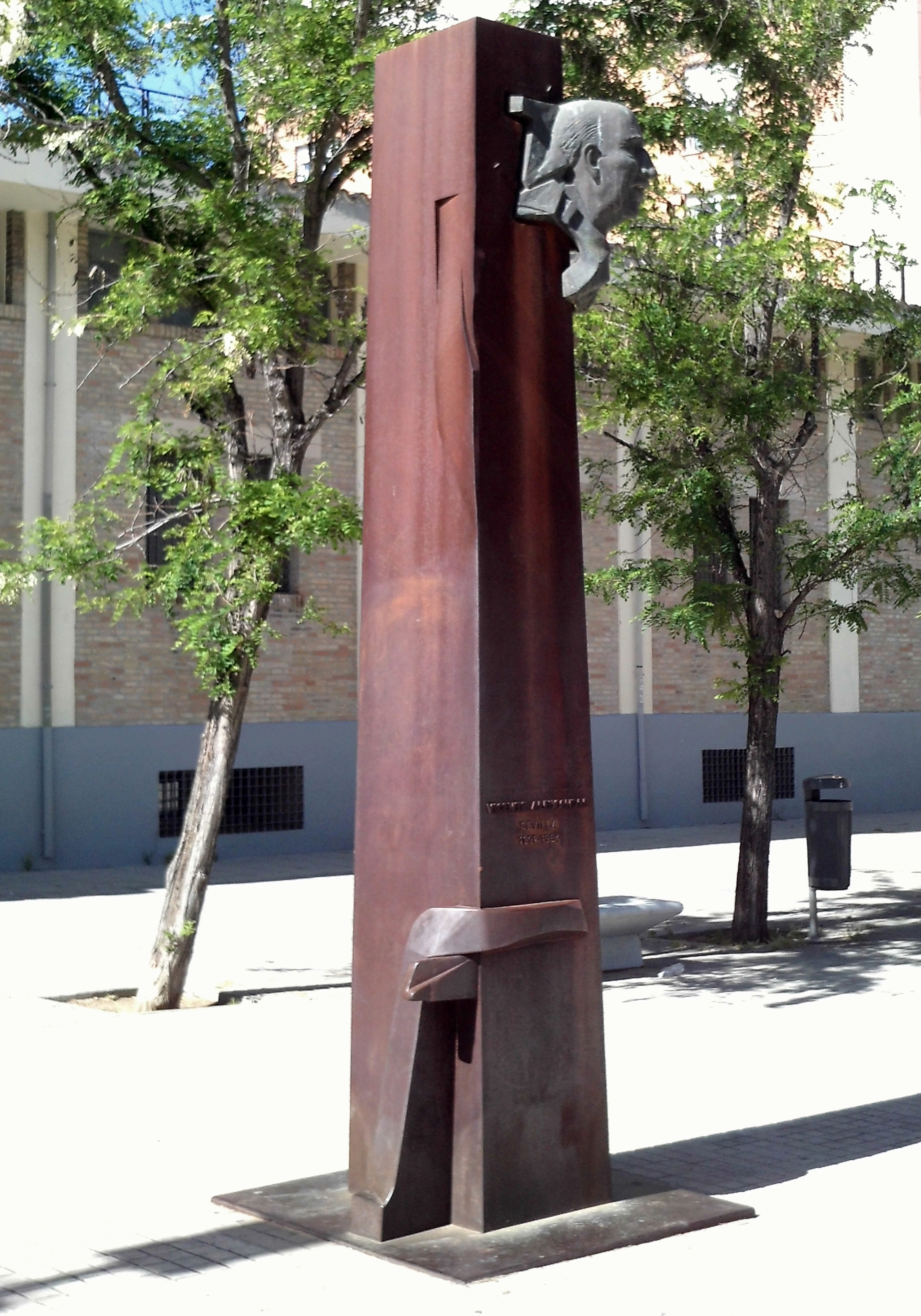
Monumento dedicado a este escritor en 1998. El busto se tomó de monumento anterior, de 1986. Plaza Vicente Aleixandre, Sevilla.

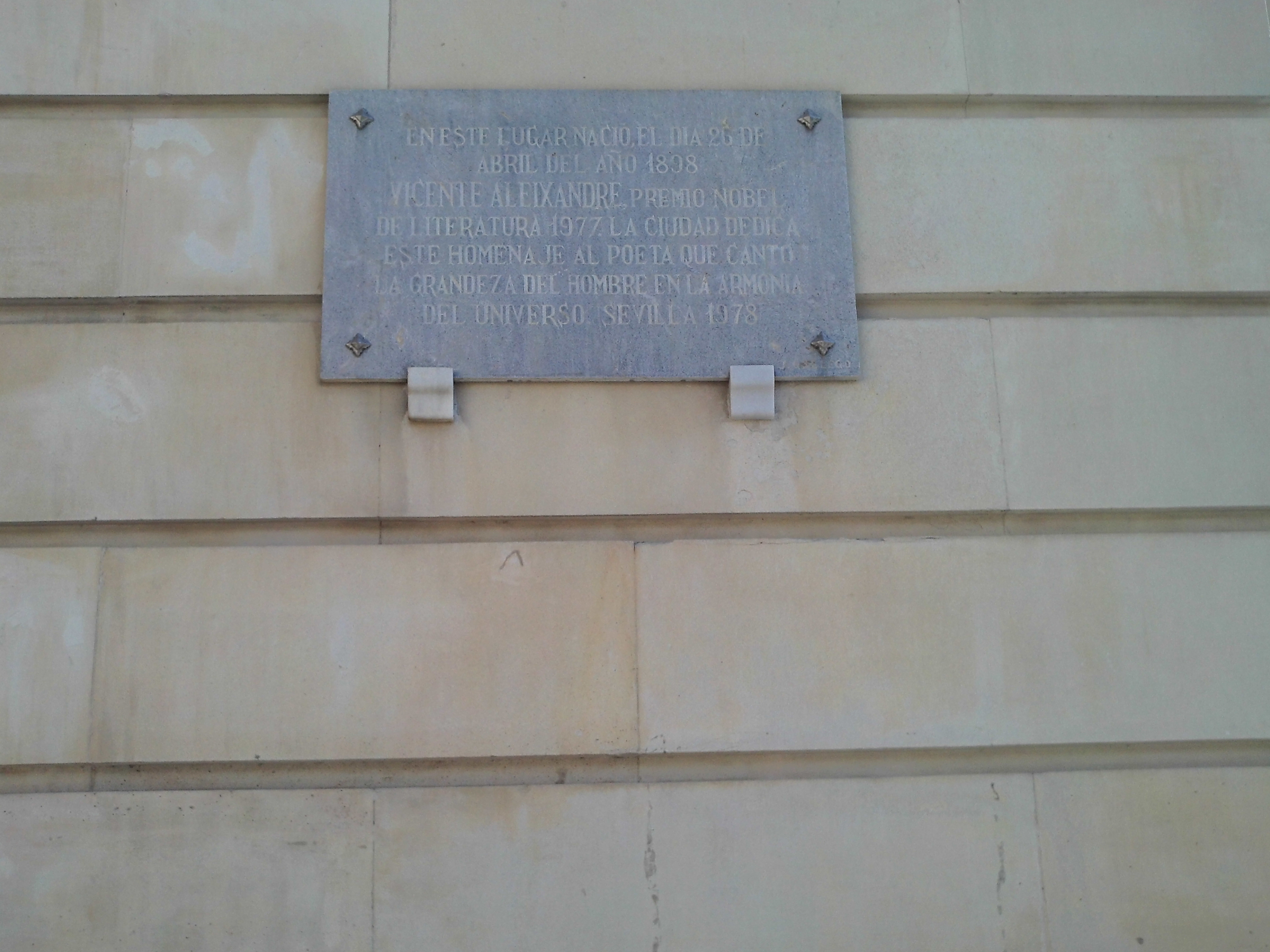
Placa dedicada a este escritor en el Palacio de Yanduri de Sevilla.

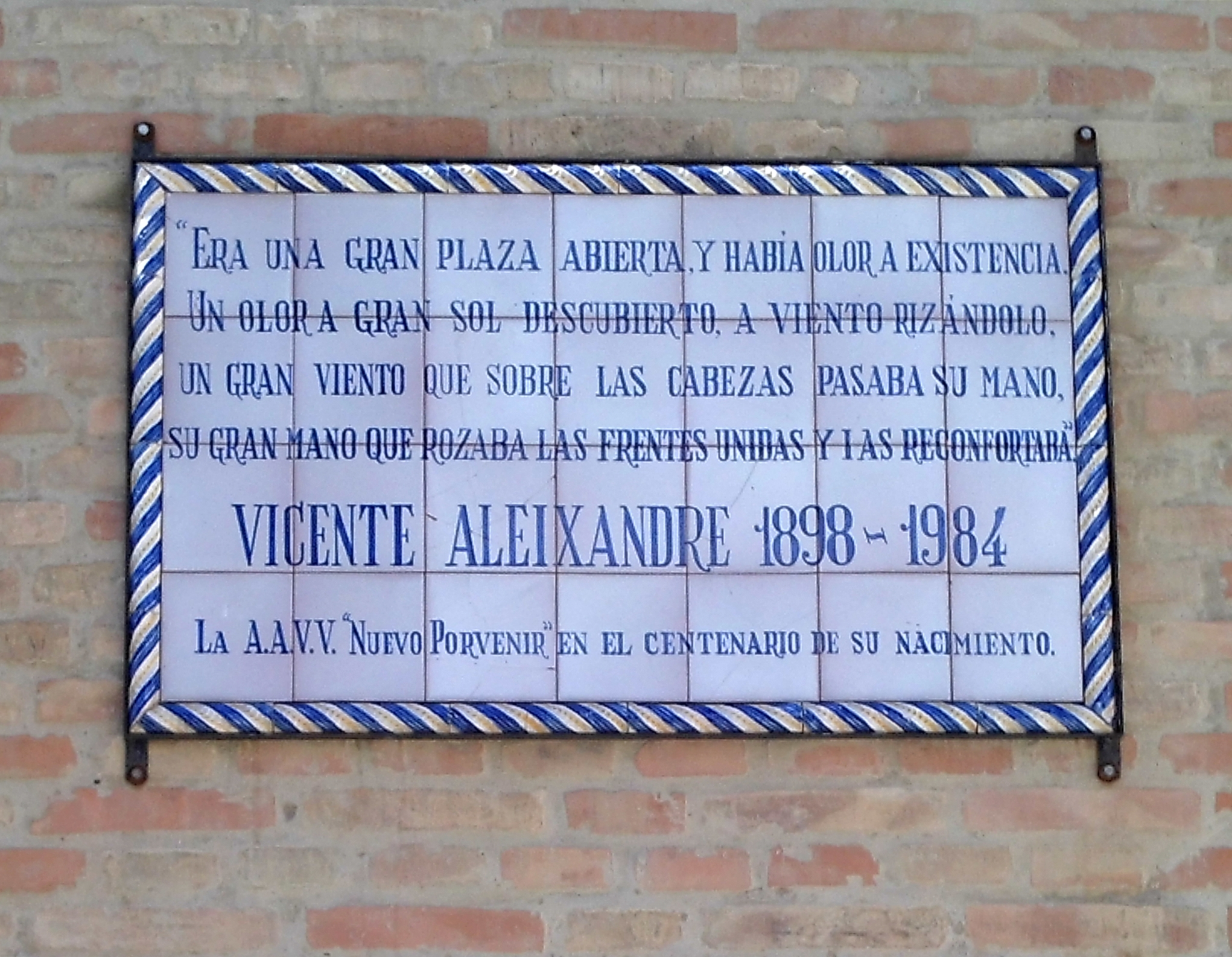
Azulejo dedicado a Vicente Aleixandre en la plaza con su nombre de Sevilla.

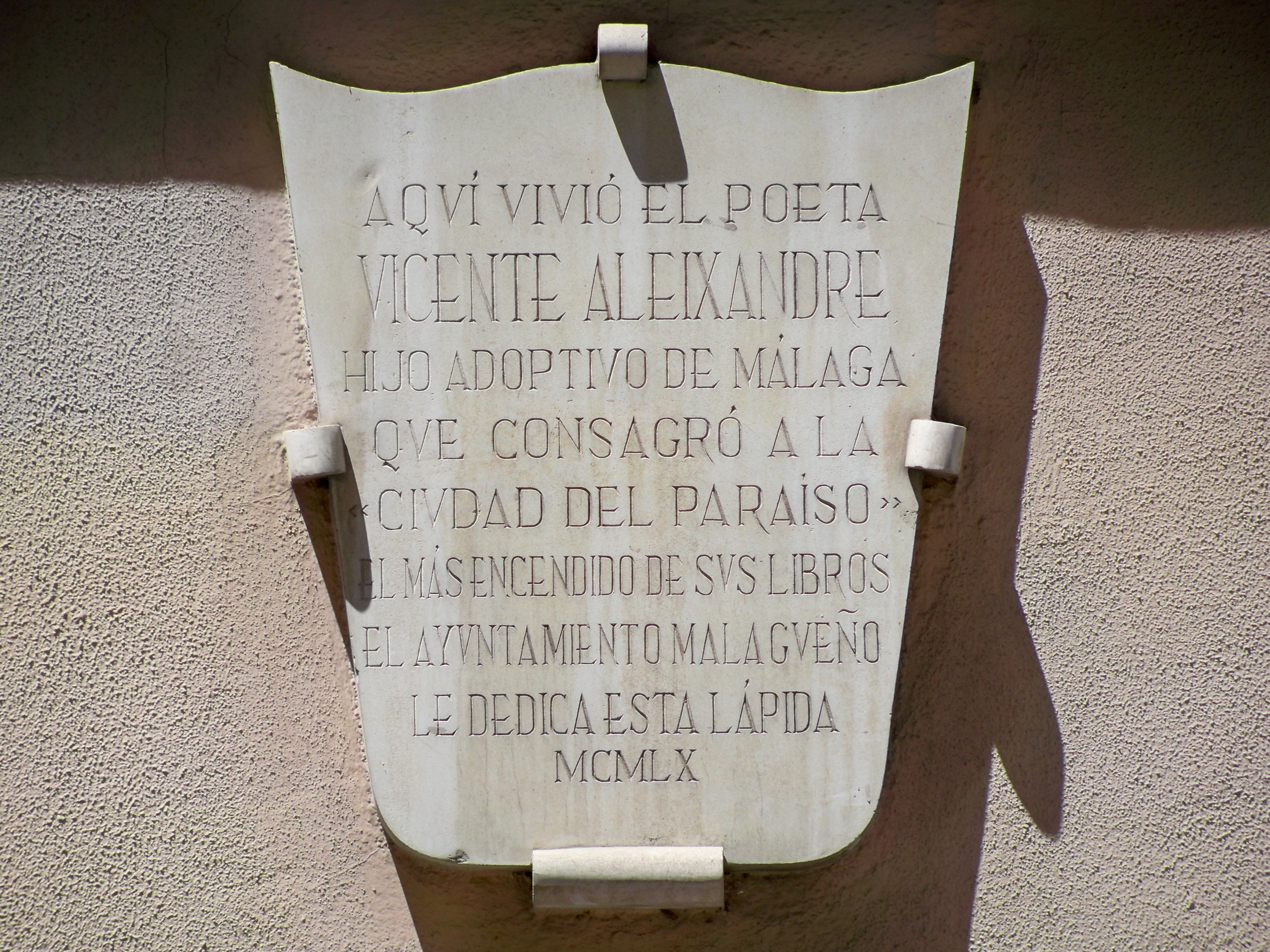
Placa dedicada a Vicente Aleixandre en la calle Córdoba de Málaga.

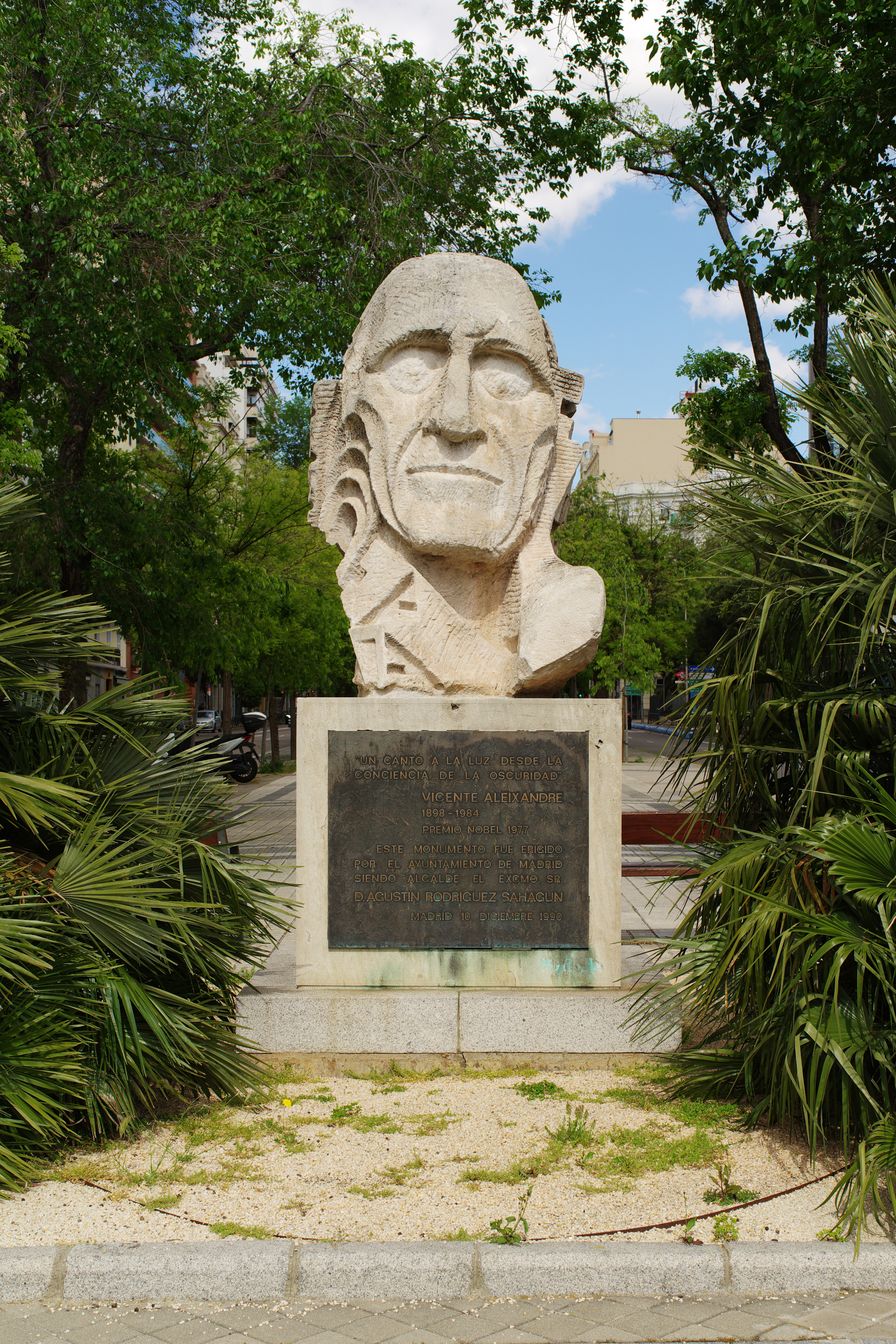
Monumento conmemorativo de Vicente Aleixandre, Glorieta del Presidente García Moreno, Madrid.

Su padre, Cirilo Aleixandre Ballester, era de Valencia y fue capitán de Ingenieros, y su madre, Elvira Merlo García de Pruneda, era de La Coruña. La pareja contrajo matrimonio en Madrid en 1894 y posteriormente se trasladaron a Sevilla, donde Cirilo trabajó en la Compañía de los Ferrocarriles Andaluces. Vivían en la sede de la Intendencia Militar con los abuelos maternos del poeta: Antonino Merlo, intendente general, y Estefanía García de Pruneda.
Toda su familia y el mismo poeta sufrieron de siempre una obstinada y peligrosa mala salud. Su hermana mayor, Elvira, murió a los tres años. En 1898 nació Vicente. En 1899 nació su hermana Concepción. Su hermana Sofía murió al nacer. Su hermano Fernando nació en 1902 y murió en 1904.
Vicente nació en el número 7 de la calle Maese Pérez, hoy desaparecida. En ese lugar se encuentra actualmente el Palacio de Yanduri, en el entorno de la plaza de Puerta de Jerez.
En una entrevista para la revista Ixbiliah de 1957 afirmó:

Cuando voy a Sevilla y paseo con algunos poetas sevillanos, me gusta darme una vuelta por la Puerta de Jerez y mirar por fuera. Ya casi no se la reconoce, la casa donde nací. Nos paramos en el zaguán, me apoyo en el quicio, toco la madera de su portón y allí, quieto y sentido, miro la fuente lejana y el juego de agua, en el maravilloso sol que casi siempre hace cuando les visito.

En 1963 Joaquín Caro Romero le preguntó si se sentía sevillano y contestó:

¡Cómo no! Si nací en Sevilla y en la Puerta de Jerez, en el viejo caserón de la Intendencia, hoy Palacio de Yanduri. Mi abuelo era intendente militar de la región. Soy sevillano injerto también en el Mediterráneo. Como se sabe, transcurrió mi niñez en Málaga. Luego he vuelto muchas veces a mi tierra y siempre que me paseo por las calles sevillanas estoy pisando y sintiendo mi origen.

Fue bautizado en la Catedral de Sevilla con el nombre de Vicente Pablo Marcelino Cirilo.
En 1901 el abuelo materno se jubiló y la familia se trasladó a Málaga, donde el padre trabajó en la sede central de la Compañía de Ferrocarriles Andaluces. Los padres vivían con sus hijos en la segunda planta del número 6 de la alameda de Carlos Haes (la actual calle Córdoba), mientras que los abuelos maternos habitaban en la Alameda Principal.
Vicente fue al Instituto Educativo e Instructivo, dirigido por el profesor Buenaventura Barranco Bosh, que se encontraba en los números 52 y 54 de la calle Granada. Un compañero de estudios aquí fue el poeta Emilio Prados.
Cuando era niño el primer libro que le regalaron fue de cuentos de los Hermanos Grimm. También leyó los cuentos de Hans Christian Andersen. Sobre estas obras escribió en 1949:

Hirieron mi fantasía y quizás influyeron en mí más de lo que se ha sabido. Los cuentos de hadas me proporcionaban felicidad. Recuerdo que, sin escribir, porque ni podía ni se me ocurría, yo me sumía en largas imaginaciones, en confusos relatos sin fin que yo me inventaba, donde perdía pie y hallaba un placer que mantenía cuidadosamente secreto.

En 1908 acompañó a su padre a un congreso sobre ferrocarriles en Barcelona. En una librería de la Rambla compró por primera vez un libro: Las tardes de la granja o las lecciones morales de un padre de François Guillaume Ducray-Duminil.
Su abuelo Antonino no era especialmente aficionado a la literatura pero fue amigo de Julio Nombela y Narciso Campillo y le narró a Vicente que se encontró dos veces con Gustavo Adolfo Bécquer: una vez en Sevilla a la orilla del río Guadalquivir, cuando el escritor estaba dibujando a una mujer, y otra en la tertulia del Café Suizo de Madrid. También le entregó a su nieto las Rimas y leyendas para que las leyese.
En la biblioteca de su abuelo Vicente pudo acceder a obras de Arthur Conan Doyle, Homero, Friedrich Schiller, Manuel Fernández y González y Benito Pérez Galdós.
Una real orden de diciembre de 1906 establece la utilización del Quijote como lectura en las escuelas, por lo que debió tener conocimiento de la obra de Miguel de Cervantes en su niñez.
En verano la familia se alojaba en una casa del barrio malagueño de Pedregalejo y disfrutaba de sus playas. También estuvo en los balnearios de Alhama de Aragón, Villaharta, Benasal, Solares y Corconte, entre otros.
Durante su infancia visitó un olivar de su abuelo materno, llamado Molino de Atocha, en Pegalajar. Con siete u ocho años conoció en este pueblo a un niño ciego, lo que le llevó más tarde a escribir El niño ciego de Vázquez Díaz.
El 1 de junio de 1908 aprobó el examen preparatorio del bachillerato en el Instituto Provincial de Segunda Enseñanza, en la calle Gaona, en un lugar donde ahora se encuentra el Instituto Vicente Espinel. El Instituto Provincial de Segunda Enseñanza tiene su sede actual en el paseo Martiricos de Málaga y se llama IES Nuestra Señora de la Victoria. Vicente empezó a estudiar bachillerato en este instituto.
En marzo de 1909 el padre, que padecía una infiltración pulmonar, quiso mudarse a una ciudad con un clima más seco y solicitó en el trabajo su traslado a Madrid. La familia se mudó en 1909 a la calle Ayala, número 9, y en 1910 vivían en el número 15 de la misma calle. En la vivienda están empadronados este último año los padres, los dos hijos, el abuelo materno y tres personas dedicadas al servicio doméstico.
Fue en Madrid cuando leyó la novela El doctor Centeno y la novela sobre las clases más pobres llamada Misericordia, ambas de Benito Pérez Galdós. Vicente admiró a Galdós durante toda su vida y en 1964, cuando le hicieron el cuestionario Proust, mencionó a este escritor entre sus favoritos junto a Cervantes, Dostoyevski y Saint-Simon.
Vicente asistía en bicicleta al Colegio Teresiano, situado en el número 34 de la carrera de San Jerónimo, donde actualmente está el hotel Urban. Visitó con el director del centro, el profesor Miguel Aguilar, el Real Observatorio de Madrid. Los exámenes los realizaba en el Instituto General y Técnico de San Isidro.
Poco después de instalarse en la calle Ayala se mudaron a otra vivienda más espaciosa, en el número 98 de la calle Serrano.
En 1910 la familia veraneó en Miraflores de la Sierra.
Su abuelo Antonino falleció el 1 de enero de 1913. Esta muerte le dolió mucho y tiene un poema titulado La muerte del abuelo.
Lecturas suyas de esta época son las aventuras de Gil Blas de Santillana, la famosa novela picaresca francesa de Alain-René Lesage, y novelas del novelista por entregas o folletinista francés Eugène Sue. También empezó a frecuentar por estos años la Biblioteca Nacional. Además de admirar a Galdós, se familiarizó con la obra de Juan Valera y de Clarín y consideraba eminente la novela Sotileza de José María de Pereda. También le encantó la obra La cuestión palpitante de Emilia Pardo Bazán. Sin embargo, no le gustaba la asignatura de bachillerato de preceptiva literaria, lo que le llevó a aborrecer por entonces la poesía.
En 1913 terminó el bachillerato, con solo 15 años, a base de estudiar cada año dos asignaturas del siguiente curso.
En 1914 comenzó sus estudios de Derecho en la Universidad Central y de Intendencia Mercantil en la Escuela Superior Central de Comercio. En el primer curso de Derecho fue profesor de Lógica Fundamental Julián Besteiro, de Historia de España Juan Ortega Rubio y de Lengua y Literatura Españolas Emeterio Mazorriaga. Los alumnos de esta última asignatura asistían a obras clásicas en el teatro de Princesa invitados por los actores María Guerrero y Fernando Díaz de Mendoza y Aguado.
Los universitarios Vicente Aleixandre, José Antón Oneca, Enrique Lafuente Ferrari, Cayetano Alcázar Molina, Román Riaza y Luis Morales Oliver, entre otros, bajo el liderazgo efectivo de Pedro Sainz Rodríguez, fundaron la revista Filosofía y Letras, que se publicó entre 1915 y 1920. A pesar de que Aleixandre fue uno de los más destacados impulsores de la publicación y participaba en las reuniones, no contribuyó con ningún artículo. En la revista llegaron a colaborar Miguel de Unamuno y Emilia Pardo Bazán.
Aleixandre admiraba al profesor de Derecho Penal Luis Jiménez de Asúa y al profesor de Derecho Político y Administrativo Vicente Santamaría de Paredes.
La familia de Vicente veraneaba en Las Navas del Marqués desde 1911. En julio de 1917 se encontró en este pueblo con Dámaso Alonso, que le pasó una Antología poética de Rubén Darío compilada por Andrés González Blanco. Este libro hizo que a Aleixandre empezase a gustarle la poesía. Cuando regresó a Madrid compró por primera vez un libro de poesía: Páginas escogidas, de Antonio Machado. Posteriormente, leyó a Juan Ramón Jiménez y Joan Maragall.
Vicente Aleixandre empezó escribir poesía en octubre de 1917. En 1918 Aleixandre, Julio Cerdeiras, Dámaso Alonso y los hermanos Ramón y Enrique Álvarez Serrano comenzaron a escribir sus poemas en un cuaderno que tenía escrito en su portada Poesías. Los cinco jóvenes participaron conjuntamente en el cuaderno entre 1918 y 1922, aunque incluye un poema de Dámaso que fue compuesto en 1916 y otros de Aleixandre y Dámaso de 1924. Fue Aleixandre el que terminó por llamar Álbum a este cuaderno.
En 1919 Fabio Bergamín Gutiérrez, catedrático de Economía Política y Legislación Mercantil, le nombró profesor ayudante. En el curso de 1920-1921 impartió clases de Legislación Mercantil Española.
En febrero de 1920 Vicente publicó su poema Noche, en la revista Grecia de Sevilla, con el seudónimo de Alejandro G. Pruneda.
En el verano de 1920 Américo Castro le invitó a dar unas lecciones de técnica y lenguaje comercial para extranjeros en la Residencia de Estudiantes. Entonces conoció a la californiana Margarita Alpers, con la que sostuvo una relación amorosa que duró hasta el final del verano de 1921. Tras esto ella regresó a Estados Unidos y poco después tuvo una hija, llamada Juana. Margarita pensó que esta era hija de Aleixandre, pero no tenía pruebas. Alpers estaba casada y es la destinataria de dos de los poemas de Álbum. Hacia 1960 se vieron durante un día en Madrid y, en 1965, Juana le escribió diciendo que su madre había fallecido de cáncer.

### Madurez
En 1921 pasó a trabajar en la secretaría de la Compañía de Ferrocarriles Andaluces, donde su padre era directivo. En 1922 él y Luis Jiménez de Asúa publicaron en la Revista de Comunicaciones, relacionada con el mundo postal. Por estas fechas Vicente publicó también en la revista La Semana Financiera.
En 1920 la familia veraneó por última vez en Las Navas del Marqués. En 1921 viajaron por Portugal. Entraron en ese país por Tuy y recorrieron Oporto, Coímbra y Lisboa.
Tras finalizar el verano de 1921 comenzó una relación amorosa con la artista de variedades María Valls, una cabaretera que tenía el nombre artístico de Carmen de Granada. Vicente se inspiró en ella para escribir seis poemas en el Álbum inspirados por ella, dos poemas de Ámbito (Amante y Cabeza en el recuerdo) y otro de Sombra del paraíso (Cabellera negra). En 1922 esta mujer le contagió la gonorrea, enfermedad de la que pudo reponerse con mucho reposo y que le dejó una cojera de por vida.
En 1923 estuvo con su familia en París y Londres.
En el otoño de 1923 le dijo a Dámaso Alonso que quería aprender alemán para poder traducir a varios poetas, entre los que estaba Friedrich Hölderlin. Entonces Dámaso le presentó a Vicente a la filóloga alemana Eva Seifert. Mantuvieron una relación amorosa que pronto se convirtió en una amistad duradera en la que hubo momentos de amor esporádicos. Esta amistad tuvo un paréntesis entre 1939 y 1953, años en los que Eva no pasó por España. Ella falleció en 1970.

### La Generación del 27
En 1924 conoció al pintor Gregorio Prieto. Aleixandre le dedicó a Prieto su poema Reloj. Mantuvieron una estrecha amistad y existe correspondencia entre ambos. En 1925 empezó a trabajar en la Compañía de los Caminos de Hierro del Norte de España.
El abril de 1925 el urólogo del Hospital Provincial de Madrid Isidro Sánchez Covisa le diagnosticó una tuberculosis que le provocó dolores testiculares, astenia y problemas renales. Vicente Aleixandre se retiró para recuperarse a una casa en Miraflores de la Sierra entre mayo y noviembre de ese año. Luego se trasladó a un chalé en la urbanización Colonia Domínguez de Aravaca, donde permaneció hasta mayo de 1927, con la salvedad de los periodos veraniegos, que continuó pasando en Miraflores de la Sierra. Debido a la enfermedad tuvo que dejar su trabajo en la compañía de ferrocarriles. En esta etapa se dedicó a escribir poesía por las noches, desde después de la cena hasta la madrugada.
Juan Ramón Jiménez publicó en julio de 1925 en Madrid un primer número de la revista Sí. Posteriormente, Juan Ramón le ofreció a Aleixandre publicar trece poemas en esta revista. Vicente Aleixandre decidió que esta serie de poemas se titulase Ámbito. Finalmente esto no tuvo lugar ya que la publicación cesó por motivos económicos. En agosto de 1926, mientras Aleixandre veraneaba con su familia en Miraflores de la Sierra, se publicaron cinco poemas suyos en Revista de Occidente. Posteriormente publicó su serie de poemas titulada Reloj en la revista Litoral, fundada en Málaga por su amigo de la infancia Emilio Prados.
Aunque en su juventud tuvo —como se ha señalado— algunos escarceos eróticos con mujeres, Aleixandre fue en su madurez esencialmente homosexual, aunque jamás reconoció públicamente su atracción por los hombres. Entre finales de 1925 y principios de 1926, estando en la Colonia Domínguez de Aravaca, conoció al madrileño José Manuel García Briz, con el que mantuvo una relación sentimental que duró hasta 1929. José Manuel era hijo de la IV condesa de Baynoa y hermano de los marqueses de Vista Alegre. Consta que José Manuel fue miembro del Cineclub Español, que impulsó Ernesto Giménez Caballero desde La Gaceta Literaria —revista donde Aleixandre también colaboró— entre 1928 y 1931, y que, después de la guerra, fue decorador en las películas de Edgar Neville La vida en un hilo (1945), Domingo de Carnaval (1945) y Nada (1947). Falleció en 1962. En 1927 Vicente publicó en la revista Verso y Prosa de Murcia el poema Noche: Riña, dedicado a José Manuel García Briz. En 1929 Vicente publicó dos poemas, Días y Tránsito, en el número XIV revista sevillana Mediodía con el seudónimo José Manuel García Briz.
En mayo de 1927 se trasladó con su familia a una casa de la calle Wellingtonia, número 3, del distrito de Chamberí de Madrid. La palabra wellingtonia hace referencia a una especie de árbol. Vicente Aleixandre españolizó el nombre y la llamó calle Velintonia, palabra que fue incluida en el Diccionario de la Real Academia Española en 1970. El 24 de mayo de 1978 la vía fue renombrada con el nombre de calle Vicente Aleixandre en un acto al que asistieron el alcalde de Madrid y los académicos Alonso Zamora Vicente, Camilo José Cela, Antonio Buero Vallejo, Joaquín Calvo Sotelo, Pedro Laín Entralgo, Eugenio Montes y Luis Rosales. Aleixandre no asistió al acto por encontrarse convaleciente, pero agradeció el homenaje y saludó desde la ventana de su domicilio.
En 1927 colaboró con la revista Mediodía de Sevilla publicando en el número 8 Noche: órbita política, en 1928 publicó en el número 9 Noche: posesión y en 1929 publicó en el número 14 Cabeza.
El 12 de octubre de 1927 conoció a Federico García Lorca en el teatro Fontalba de Madrid, en el estreno de la obra Mariana Pineda.
Entre 1924 y 1927 escribió las poesías de su obra Ámbito, publicada en 1928 como suplemento de la revista Litoral. El poemario recibió una buena crítica de Benjamín Jarnés en La Gaceta Literaria el mismo año de su publicación, pero en 1958, en Papeles de Son Armadans, Ricardo Gullón dijo que era «un librillo adolescente, claro en el lenguaje y sentimiento, sin nada de revolucionario, ni siquiera demasiado audaz».
En 1928 comenzó a escribirse con el poeta Rafael Porlán, secretario de la revista sevillana Mediodía. Existe una amplia correspondencia entre ambos escritores. En 1928 Vicente Aleixandre le mandó un ejemplar de Ámbito al poeta y ganadero Fernando Villalón y, el 16 de mayo de ese año, le escribió pidiéndole un ejemplar de su obra Andalucía la Baja. Villalón y Aleixandre se vieron un par de veces en Madrid, una de las cuales en compañía de Lorca. En 1928 Luis Cernuda se instaló en Madrid y visitó en su casa a Vicente Aleixandre. Estas visitas de Cernuda a Aleixandre fueron frecuentes en el otoño de 1929.
Hay una fotografía de 1928 que muestra juntos a Aleixandre, Cernuda y al torero Ignacio Sánchez Mejías. Con posterioridad, hacia 1933, otra fotografía muestra juntos a Pedro Salinas, Ignacio Sánchez Mejías, Jorge Guillén, Antonio Marichalar, José Bergamín, Corpus Barga, Vicente Aleixandre, Federico García Lorca y Dámaso Alonso.
En 1928 leyó a Freud, influyéndole sus teorías sobre la interpretación de los sueños, y a James Joyce. Por estas fechas también leyó a Paul Verlaine, Arthur Rimbaud, el Conde de Lautréamont, André Breton, Louis Aragon, Friedrich Hölderlin, Alfred de Musset y Lord Byron.
Después de la publicación de Ámbito en 1928 cayó bajo el influjo del surrealismo, que él llamaba superrealismo. Escribe en versículos, sin rima, con una intensa imaginería onírica. Tres obras suyas pertenecen a este movimiento: Pasión de la tierra, Espadas como labios y La destrucción o el amor.
En 1928 comenzó a escribir los poemas en prosa de su libro Pasión en la tierra. Lo terminó en el verano de 1930, cuando se encontraba con su familia en el balneario francés de Royat. La obra fue publicada por primera vez en México en 1935.
En 1929 empezó a escribir los poemas de Espadas como labios. El grueso de esta obra fue escrito entre 1930 y 1931. El libro fue publicado en Madrid en 1932.
El 14 de abril de 1931 se proclamó la Segunda República española y Vicente Aleixandre estuvo con Luis Cernuda en la manifestación republicana que terminó en la Puerta del Sol de Madrid. Aleixandre narró esto en su obra Los encuentros.
Lorca le presentó al abogado Andrés Acero Acero en 1932. En septiembre de 1933 Aleixandre comenzó un romance con Acero. En junio de 1936 Lorca le leyó su poesía El amor duerme en el pecho del poeta a Aleixandre, donde puede haber una referencia velada a esta persona. Acero fue sindicalista de la UGT desde 1930 y miembro de la Agrupación Socialista de Madrid desde 1933. En 1936, cuando empezó la Guerra civil de España, Acero combatió en el bando republicano. Aleixandre y Acero se vieron por última vez el 12 de marzo de 1937. Tras combatir, Acero se marchó a Francia y estuvo internado en campos de refugiados. Luego se exilió en México en 1939.
Entre 1932 y 1933 escribió su obra La destrucción o el amor. En ella, se mezcla el surrealismo con el romanticismo. En diciembre de 1933 un jurado nombrado por Gabriel Miró y compuesto por Manuel Machado, Dámaso Alonso y Gerardo Diego, le otorgó a Vicente Aleixandre el Premio Nacional de Literatura por esta obra, que todavía no había sido publicada. También habían concurrido Luis Cernuda y Manuel Altolaguirre. El libro fue publicado, finalmente, en Madrid en 1935. El diario ABC dijo que la obra era «acero pulido, agudo y flexible, que penetra hondo en la sensibilidad del lector».
El 4 de mayo de 1935 tuvo lugar una comida en homenaje a Vicente Aleixandre en el restaurante Buenos Aires, situado en la calle Almansa, número 72, de Madrid. En el acto se hizo una foto en la que están Miguel Hernández, Leopoldo Panero, Luis Rosales, Antonio Espina, Luis Felipe Vivanco, José Fernández Montesinos, Arturo Serrano Plaja, Pablo Neruda, Juan Panero, Pedro Salinas, María Zambrano, Enrique Díez-Canedo, Concha Albornoz, Vicente Aleixandre, Delia del Carril, José Bergamín y Gerardo Diego.
En 1935 Miguel Hernández pasó a ser allegado de Aleixandre. Por entonces, su casa de Velintonia era frecuentada por Rafael Alberti, Lorca, Luis Cernuda, Pablo Neruda, Dámaso Alonso, Gerardo Diego, Manuel Altolaguirre, José Antonio Muñoz Rojas y Andrés Acero. De muchos de ellos dejaría escrita una semblanza en 1958, en su libro Los encuentros, donde refleja lo que sintió la primera vez que los conoció. 
A finales de 1931 su salud empeoró con fiebres, problemas biliares y hemorragias. El 17 de junio de 1932 Federico García Lorca acompañó a Vicente Aleixandre al Hospital Nuestra Señora del Rosario de Madrid, donde el 19 de junio el doctor Pedro Cifuentes tuvo que extirparle el riñón derecho. Estuvo un mes convaleciente en el hospital, recibiendo visitas de Dámaso y Lorca. Cuando recibió el alta fue con su primo médico Antonio Merlo Romero a pasar una temporada en Villa Galnido, en Miraflores de la Sierra.
Veraneaba con su familia en Miraflores de la Sierra desde 1925. Cuando terminó el verano de 1932 su padre compró una parcela llamada Vistalegre en este municipio para construir un chalé. En 1933 Vicente Aleixandre empezó a veranear en este inmueble.
El 8 de marzo de 1934 falleció su madre, lo que le afectó profundamente.

### La guerra civil
Entre 1934 y 1936 escribió su poemario Mundo a solas. Este iba a ser publicado por la revista Cruz y Raya pero el comienzo de la Guerra civil el 18 de julio de 1936 lo impidió. Finalmente, se publicó en Madrid en 1950. Originalmente tenía 17 poemas, pero se fueron añadiendo otros en las siguientes ediciones. Se trata de una obra desoladora, donde se figura la ausencia del hombre, de la cual solo queda la sombra.
El 18 de julio Vicente se encontraba con su familia en Vistalegre, en Miraflores de la Sierra. A finales del verano de ese año, las operaciones militares en la sierra hicieron peligrosa la estancia, por lo que se trasladaron a Madrid. En otoño se alojaron en la casa de Agustín, hermano de su padre, en la calle Españoleto, número 16. En una carta del 26 de mayo de 1939 a José Antonio Muñoz Rojas explicó que en 1936 lo buscaron para matarlo, que llegó a estar detenido por los republicanos y que destruyeron Velintonia:

Creo que te he dicho que me salvé de una muerte segura (cuando fueron los rojos a matarme en aquel verano sangriento) porque no estaba en casa ni en Madrid; que estuve después detenido; que en noviembre de aquel año estuvimos otra vez perseguidos por encontrar en nuestra casa (donde no estábamos) aquellas fieras una guerrera de mi padre, militar retirado; que mi tío nos refugió en su casa y que aquí hemos pasado, sin poder salir de la zona, fichados, y esperando con esperanza el término día a día de aquella pesadilla [...] Nuestra casa de Madrid ya te he dicho que nos la saquearon los rojos, y que finalmente nos la destrozaron y demolieron.

La detención de Vicente Aleixandre tuvo lugar entre septiembre y octubre de 1936 y duró uno o dos días. Fue liberado por la intervención de sus amigos Pablo Neruda, cónsul de Chile a la sazón, y Manuel Altolaguirre.
El 3 de agosto de 1936 su padre, Cirilo, fue suspendido de empleo y sueldo de la empresa estatal de ferrocarriles donde trabajaba como ingeniero por orden del Ministerio de Obras Públicas republicano. Posteriormente, el Comité de Explotación de Ferrocarriles lo jubiló y le impuso una sanción de 500 pesetas alegando «actos que afectan al orden público dirigidos a perturbar el funcionamiento de las instituciones del Estado legítimo».
En septiembre de 1936 publicó en El mono azul su poema El fusilado, dedicado a José Lorente Granero. Este era un tramoyista del Teatro Calderón afiliado al sindicato socialista UGT que, en julio de 1936, se alistó en el Quinto Regimiento para combatir por la II.ª República. Combatiendo en los Altos del León fue capturado por los sublevados. Un teniente apellidado Castillo lo fusiló disparándole en la espalda, la barriga y el cuello. Fue abandonado, pero quedó vivo gracias a que se hizo varios torniquetes y a las nueve horas fue recogido por un vehículo de su mismo bando. La historia pasó a ser muy conocida.
En octubre de 1936 donó 3,10 pesetas, junto con otros contribuyentes, a la Columna Torres-Benedito, bajo el control de la CNT de Valencia.
El 19 de noviembre de 1936 firmó, junto con otros escritores, un artículo en Mundo Obrero titulado La Alianza de Intelectuales Antifascistas se dirige a todos los amantes de la cultura e intelectuales. En ese mismo número de Mundo Obrero publicó su poema Oda a los niños de Madrid muertos por la metralla, que fue publicado también por el diario Ahora el 18 de enero de 1937 y por Nancy Cunard en Les poètes du monde défendent le peuple espagnol en 1937.
La Alianza de Intelectuales Antifascistas emitió un documento pidiendo la creación de una editorial para la educación de la juventud que fue firmado, entre otros, por Vicente Aleixandre.
En 1937 se publicó en El mono azul y en La voz el poema Federico de Vicente Aleixandre, dedicado a Federico García Lorca, que había sido asesinado por los sublevados en agosto de 1936. El 10 de junio de 1937 publicó en El mono azul su poema El miliciano desconocido (Frente de Madrid).
En abril de 1937 cayó enfermo y empeoró en mayo de 1937. Para recuperarse recurría a la quietud, a los baños de sol, a una dieta especial y a inyecciones de calcio. Gracias a la intervención del ministro malagueño Bernardo Giner de los Ríos consiguió una autorización para trasladarse a Miraflores de la Sierra y a finales de julio de 1937 estaba en Vistalegre.
En octubre de 1936 Pablo Neruda abandonó Madrid con destino a París. En el verano de 1937 Neruda pasó por España para participar en el Segundo Congreso Internacional de Escritores e Intelectuales Antifascistas, que se celebró en Valencia. Estando el chileno en Madrid en julio de 1937 vio por última vez a Vicente Aleixandre y le propuso tomar un avión a Francia. Vicente Aleixandre se planteó salir de España; pero, según revelan documentos de 1938, necesitaba para ello un justificante médico castrense. Esto implicaba que tenía que ser examinado por los militares, con el riesgo de ser considerado apto para el servicio y enviado al combate, lo que prefirió evitar.
Desde mayo a noviembre de 1939 los franquistas investigaron detenidamente a su padre, Cirilo, hasta acreditar su «buena conducta, así como su afección al Glorioso Movimiento Nacional». El 11 de noviembre el padre fue readmitido en la Compañía Nacional de los Ferrocarriles del Oeste. Tras esto, Cirilo falleció el 9 de marzo de 1940. El 21 de febrero de 1943 Vicente le dedicó su poema "Padre mío", integrado en su obra Sombra del Paraíso.

### Posguerra y exilio interior
La casa de Velintonia, número 3, fue reconstruida con sus dos plantas y su sótano. Vicente y su hermana Concepción se instalaron en la misma el 4 de julio de 1940. No obstante, quedaban detalles por concluir que fueron abordados mientras los hermanos estuvieron pasando el verano en Vistalegre.
Vicente y Concepción decidieron alquilar como vivienda la planta superior, dotada de un acceso independiente, que pasó a tener como dirección Velintonia número 5. Fue alquilada el 25 de septiembre de 1941 a Cayetano Alcázar Molina, catedrático de Historia de España Moderna de la Universidad Central. Este se instaló con su esposa, Amanda Junquera Butler, el 4 de diciembre de 1941. Con el matrimonio se fue a vivir la poeta Carmen Conde, que había estado ocultándose previamente con la familia Junquera en la calle de Alcalá de Madrid y en un refugio en El Escorial por motivos políticos.
Amanda Junquera y Carmen Conde mantuvieron una relación amorosa que fue aceptada por Cayetano Alcázar. En 1944 el caso político contra Carmen Conde fue sobreseído. Ese año, Carmen se trasladó temporalmente con su marido, Antonio Oliver Belmás, que deseaba vivir con su esposa, aunque continuó pasando muchas noches en Velintonia.
El 8 de febrero de 1946 se fundó en Velintonia 5 un grupo, llamado Academia de Brujas, con Carmen Conde, Amanda Junquera, Concha Zardoya, Matilde Marquina, Carmela Iglesias, la traductora Consuelo Berges y la esposa de Dámaso Alonso y filóloga Eulalia Galvarriato. Este grupo organizaba veladas literarias.
Era habitual que Carmen Conde y Amanda Junquera visitasen a Vicente Aleixandre en el piso de abajo o que este subiese con ellas al piso de arriba. Vicente Aleixandre dedicó a Amanda y a Carmen el poema "Ofrecimiento" de su libro Nacimiento último.
Cuando Cayetano Alcázar falleció el 19 de agosto de 1958, Velintonia 5 pasó a ser alquilada por Amanda Junquera.
El 18 de enero de 1940 Miguel Hernández, de quien estaba secretamente enamorado Vicente Aleixandre, fue condenado a muerte. El 24 de junio Francisco Franco le conmutó la pena por una condena a prisión de treinta años y un día. Vicente Aleixandre ayudó económicamente a la esposa de Miguel, Josefina Manresa. También consiguió que se implicasen en esta ayuda económica el poeta José Antonio Muñoz Rojas, el encargado de negocios de la embajada chilena Germán Vergara Donoso y el poeta Carlos Rodríguez-Spiteri. También consiguió, con la ayuda del padre de su amigo José Luis Cano, una pensión de orfandad para la familia de Josefina Manresa, ya que su padre era un guardia civil asesinado en Elda en 1936. Vicente también envió a Miguel por correo alimentos y cartas con apoyo moral. Miguel Hernández falleció en prisión en Alicante en 1942. Vicente mantuvo correspondencia con su viuda hasta 1984.
El 24 de mayo de 1941 fue fusilado un primo suyo, el médico y político republicano Juan Bautista Peset Aleixandre.
Aleixandre mantuvo distancias con el régimen franquista y este periodo de su vida ha sido llamado de "exilio interior". El escritor exiliado Max Aub, con quien Aleixandre mantenía una abundante correspondencia, llegó a decir: «nunca perdimos ni perderemos España del todo mientras viva Vicente Aleixandre en Velintonia 3». En 1952 el poeta exiliado José Herrera Petera escribió a Aleixandre: «Todos nosotros, que más o menos nos pudrimos en el extranjero, esperamos en ti y en los de Ínsula, en José Luis Cano, en Carlos Bousoño». El 14 de diciembre de 1984 el editorial del diario ABC de Sevilla definió la situación de Aleixandre en el franquismo del siguiente modo: «Embajador del exilio, Vicente Aleixandre no fue ajeno a nada de la España peregrina ni a nada de la España amurallada».
Entre septiembre de 1939 y noviembre de 1943 escribió los poemas de su obra Sombra del paraíso. Durante este tiempo escribió con interrupciones de meses porque le faltaban las ganas. Antes de su publicación Aleixandre se preocupó por la censura y le pasó el texto a José Luis Cano para que revisase si podía causar problemas políticos. Finalmente, la obra fue publicada en Madrid en 1944. El mismo año Dámaso Alonso publicó Hijos de la ira, que es un ejemplo de lo que él llamó poesía desarraigada en la Generación de 1936 o Primera generación de posguerra, a la que él dijo pertenecer como poeta, mientras que se sentía de la Generación del 27 solo como crítico. También en 1944 tiene lugar la fundación de la revista Espadaña por los poetas Victoriano Crémer, Eugenio G. de Nora y Antonio González de Lama. La publicación de estos dos poemarios y la fundación de esta revista supusieron una "revolución" del ámbito literario de la posguerra.
El poemario Sombra del paraíso está influenciado por la obra El paraíso perdido de John Milton, que Aleixandre había leído en 1938, así como por los Salmos penitenciales de la Biblia. También hay versos que recuerdan a la obra de William Blake. El primer poema de esta obra tiene fragmentos que parecen inspirados por los poemas de Hölderlin Canción al destino de Hiperion y Mitad de la vida, que Aleixandre leía en alemán.
En 1943 se difundió por México el rumor de que había muerto, por lo que Emilio Prados le hizo la dedicatoria de su libro Mínima muerte, de 1944, como fallecido.
Existe un gran número de autores que escribían la llamada poesía social y que, a principios de la década de 1960, cultivaron una poesía más íntima que llamaron poesía del conocimiento. Estos escritores mantuvieron una estrecha relación con Vicente Aleixandre. Entre ellos pueden mencionarse a Jaime Gil de Biedma, Gabriel Celaya, Blas de Otero, José Hierro, Ángel González, José Agustín Goytisolo, Claudio Rodríguez y Francisco Brines.
En la década de 1940 Carlos Bousoño le presentó al joven dibujante, escenógrafo y dramaturgo Francisco Nieva. Nieva fue como un discípulo para Aleixandre.
En 1944 la revista Corcel, de Valencia, le dedicó un número en homenaje.
Vicente Aleixandre recibía en su casa a los poetas jóvenes, les orientaba sobre dónde y cómo publicar, y atendía cartas y requerimientos de toda España incluso dando poemas propios para revistas escolares. Vivía discretamente acompañado de su hermana y llegó a tener sucesivamente hasta tres perros a los que llamó siempre igual: Sirio, como el perro del mitológico cazador Orión cuyo nombre pasó a nombrar una de las estrellas más brillantes de la constelación. A Sirio I le escribió el mismo Aleixandre el poema "A mi perro" de Retratos con nombre; a Sirio II le escribó un poema Claudio Rodríguez, "Perro de Poeta"; y a Sirio III Carlos Bousoño le dedicó el poema "Perro Ladrador". Se contaba que Sirio no ladraba a los niños ni a los mendigos, solo a los malos poetas.
Entre el verano de 1945 y 1953 escribió su poemario Historia del corazón, publicado por la editorial Espasa-Calpe en 1954. El origen del libro está en el romance de Aleixandre con una joven rubia; por cartas del 7 y el 31 de julio de 1945 a Carlos Bousoño, se sabe que se llamaba Clara. El poeta habla de sus sentimientos hacia ella en cinco cartas enviadas a José Luis Cano. La primera de estas cartas data del 5 de julio de 1945. En otra de estas misivas, del 1 de febrero de 1948, habla de la mujer rubia como si la relación ya hubiera pasado. Se sabe, por una carta del 25 de julio de 1949 a su amigo José Luis Cano, que Clara reapareció en su vida.
En 1945 se publicó Kasida del olvido de Joaquín Romero Murube. Vicente Aleixandre lo leyó y escribió a su autor lo siguiente:

¡Qué bello libro! ¡Qué aura indefinible, qué sevillanísima atmósfera mágica! ¡Cuán delgado y puro el aire que nos hace Vd. habitar! Ha hecho Vd. una cosa imposible: expresar en verso a la Sevilla celeste.

Aleixandre escribiría el prólogo del poemario de Carlos Bousoño Primavera de la muerte, publicado en 1946. En 1948 Aleixandre comenzó una relación sentimental con Bousoño. En 1950 la editorial Ínsula publicó la obra La poesía de Vicente Aleixandre, escrita por Bousoño. Este autor presentó su obra como tesis doctoral en la Universidad de Madrid en 1951. Según un escrito de Carmen Conde del 16 de marzo de 1949, en febrero de 1949 Aleixandre dejó su relación sentimental con Carlos Bousoño y mantuvo otra con un hombre apellidado Sassot. También según Conde, posteriormente mantuvo relaciones sentimentales con el escritor Francisco José Mayans Jofré. En 1949 Vicente Aleixandre presidió la presentación del libro de Mayans Estancias amorosas, publicado en la colección Adonais de la editorial Rialp, en el Colegio Mayor César Carlos de Madrid. Finalmente, en este escrito de 1949 Carmen Conde situó en la vida sentimental de Aleixandre a José Vidal Bernabéu.
En 1947 Vicente Aleixandre propició un acuerdo con la editorial Espasa-Calpe para la publicación de un libro de Miguel Hernández, cobrando la viuda 4 500 pesetas y conservando los derechos de autor. En 1948 se publicó su obra En la muerte de Miguel Hernández en Zaragoza. En su obra Los encuentros, de 1958, dedicó a este mismo poeta Evocación de Miguel Hernández y Una visita. En 1968 le dedicaría Miguel Hernández: nombre y voz en su obra Nuevos encuentros. En enero de 1948 comenzó a cartearse con el joven poeta Ricardo Molina, que fue uno de los directores de la revista Cántico de Córdoba. La correspondencia entre ambos duró hasta la muerte de este en 1968.
En sus Obras completas, publicadas en 1968, hay una sección titulada Cartas a las revistas jóvenes de poesía (1948-1958) con ocho de estas cartas. En la obra Prosas recobradas, compilada por Alejandro Duque Amusco en 1987, hay otras diez cartas de este tipo bajo el título Cartas a revistas jóvenes de poesía (1948-1983). Existen otras cartas a revistas jóvenes fuera de estas recopilaciones, como la publicada en el número 2 de la revista Alcándara de Melilla en 1952, la publicada en el número 1 de la revista Sigüenza de Alicante en el mismo año o la publicada en el número 0 de Vientos del pueblo de Madrid en 1982. En mayo de 1944 publicó una carta en el primer número de Espadaña de León.
En una sesión del 30 de junio de 1949 la Real Academia Española le nombró académico de número con el único voto en contra de Armando Cotarelo Valledor. El 22 de enero de 1950 leyó su discurso de ingreso, llamado Vida del poeta: el amor y la poesía. Su amigo Dámaso Alonso leyó el discurso de contestación. Fue sucedido en 1985 por Pere Gimferrer, que en 1975 había publicado su Antología total de la obra de Aleixandre y que le dedicó su discurso de ingreso en la Academia.
Los jueves, después de sus reuniones en la Academia, asistía a una tertulia en el Café Lion de la calle Alcalá de Madrid con Dámaso Alonso, Gerardo Diego, José Antonio Muñoz Rojas, Carlos Bousoño, José Luis Cano y Carlos Rodríguez-Spiteri. Otra tertulia a la que acudía Aleixandre, más esporádicamente, era la que tenía lugar los miércoles en la librería Ínsula, establecimiento fundado por Enrique Canito en 1943. Uno de los fundadores de la tertulia de Ínsula fue José Luis Cano. En 1946 Enrique Canito y José Luis Cano fundaron la revista del mismo nombre. Esta revista hizo publicaciones en homenaje a Aleixandre en 1950, 1968, 1974, 1978, 1985 y 1994.
En 1950 el Ayuntamiento de Málaga le nombró gestor o concejal honorario. En abril del mismo dio conferencias en Londres y Oxford. También en 1950 visitó Córdoba, invitado por el grupo Cántico, así como las ciudades de Valencia y Barcelona, donde dio una conferencia en el paraninfo de la universidad.
El 4 de diciembre de 1950 estuvo el Club La Rábida de Sevilla para leer una selección de sus poesías de distintas épocas y comentarlas, todo bajo el título Visión del mundo poético.
En 1952 Aleixandre ayudó a recaudar 250 pesetas para conseguir que el nicho donde está enterrado Miguel Hernández fuese en propiedad y no sacasen el cuerpo para echarlo a una fosa común. A la colecta contribuyeron José Antonio Muñoz Rojas, José María de Cossío, Dámaso Alonso, Carlos Rodríguez-Spiteri y Bernabé Fernández Canivell.
En 1952 asistió en Alicante a un homenaje a Gabriel Miró y participó en el I Congreso de Poesía Española en Segovia.
En 1953 visitó Tánger y Tetuán.
En 1953 se publicó su libro Nacimiento último, que tiene poemas escritos entre 1927 y 1952. Esta obra incluye poemas dedicados a otros autores de distintas épocas y ámbitos, como son Luis de Góngora, fray Luis de León, Gabriela Mistral, Emilio Prados, Pedro Salinas o Miguel Hernández. Tuvo que suprimir el nombre de Miguel Hernández de la Elegía que le dedicó por ser un autor prohibido por el régimen franquista.
En 1954 concibió la idea de escribir un libro que evocase los primeros momentos de su vida en que conoció a sus amigos, con el título Los encuentros. En 1956 le dijo a José Luis Cano que no se decidía a publicar esta obra porque no quería que la censura quitase partes dedicadas a Miguel Hernández.
En 1955 dio una conferencia en el hotel Ritz de Barcelona. En 1957 visitó Canarias y en 1958 Melilla. En mayo de 1959 fue invitado por Camilo José Cela a las conversaciones poéticas de Formentor, a las que asistió con más de cuarenta escritores.
En la década de 1950 colaboró con las revistas del protectorado español de Marruecos Manantial y Al-Motamid y publicó en las revistas malagueñas Papel azul y Caracola.
A mediados de la década de 1950 se hizo amigo del poeta Luis Antonio de Villena, incluido dentro de los novísimos, y de Manuel de Aguilera y Ligués, XVIII marqués de Cerralbo. Aguilera fundó la Asociación Española de Amigos de Rimbaud y Aleixandre fue su primer socio.
En 1957 la revista Canónigo de Tenerife le dedicó un número como homenaje.
En 1958 la revista Papeles de Son Armadans de Palma de Mallorca, fundada y dirigida por Camilo José Cela, dedicó un número en homenaje a Vicente Aleixandre, Dámaso Alonso y Federico García Lorca. En 1959 la revista Cuadernos de Ágora le dedicó un número de homenaje. Igualmente lo hicieron, en los años 1960, algunas revistas hispanoamericanas.
En 1959 Vicente firmó un escrito de intelectuales dirigido al gobierno de Franco que pedía una amnistía para los presos políticos y los exiliados. Este escrito también fue firmado por Ramón Menéndez Pidal, Azorín, Gregorio Marañón y Ramón Pérez de Ayala.
En 1960 firmó otro escrito, promovido por Camilo José Cela, que pedía la libertad del escritor Luis Goytisolo. Este estuvo preso cuatro meses en la cárcel de Carabanchel por pertenecer al PSUC o  Partido Socialista Unificado de Cataluña.
En 1961 el pintor Pablo Picasso cumplía ochenta años. En homenaje a su figura, el 27 de enero el Museo de Arte Contemporáneo de Madrid inauguró una exposición de grabados que mostraban obras del artista. La muestra fue un éxito de público y se clausuró en marzo de ese año en presencia, entre otros, de los escultores Ángel Ferrant y Pedro Laín Entralgo y de los poetas Vicente Aleixandre, Luis Felipe Vivanco y Luis Rosales. Aleixandre aprovechó para leer un poema dedicado a la infancia del pintor en Málaga. Ángel Caffarena Such publicó esta poesía en 1961 en la tercera entrega de los Cuadernos de María Cristina.
El 27 de agosto de 1961 el Ayuntamiento de Málaga instaló una lápida conmemorativa en la casa de esta ciudad donde vivió Vicente Aleixandre.
Entre 1958 y 1962 escribió los poemas de En un vasto dominio, obra publicada este último año por la Revista de Occidente. En 1963 recibió el Premio de la Crítica de poesía castellana por este libro.
En 1963 publicó Los encuentros: Rubén Darío en un pueblo castellano en el número 3 de la segunda época de la Revista de Occidente.
En 1962 tuvo lugar una huelga minera en Asturias que fue reprimida duramente. En 1963 tuvo lugar otra huelga en la misma región. Este último año Vicente Aleixandre encabezó la firma de una carta al ministro franquista Manuel Fraga Iribarne solicitando una investigación sobre una muerte y las agresiones y torturas a hombres y mujeres asturianos que habían participado en las movilizaciones. La misiva estuvo firmada por 102 intelectuales españoles. El 3 de octubre de ese año el ministro Fraga Iribarne publicó en respuesta una "Carta abierta" a uno de los firmantes, el poeta José Bergamín, negando los hechos y argumentando que eran propaganda comunista.
En la década de 1960 colaboró con la revista Los Sesenta, fundada en México por el escritor republicano español exiliado Max Aub. En 1963 la revista La Veneciana de Jerez de la Frontera le dedicó un número. En 1964 la revista El Bardo de Barcelona y en 1968 la revista Ínsula de Madrid hicieron publicaciones en homenaje a Vicente Aleixandre.
En 1968 publicó Poemas de la consumación en Barcelona con la editorial Plaza & Janes. En 1969 volvió a recibir el Premio de la Crítica por esta nueva obra, que supone un nuevo giro en su obra, al estar escrita en un conceptismo surrealista muy enigmático, con el que inicia su ciclo de senectute o sobre la vejez. El libro incluye un poema llamado Quien hace vive, que tiene un verso que dice «Hacer es vivir más», frase que se convirtió a la postre en el lema de este poeta.
En la Academia Sueca, Aleixandre contaba con la admiración de Artur Lundkvist. Él y el poeta canario Justo Jorge Padrón visitaron a Aleixandre en Velintonia en 1973 y consiguieron que se publicase una antología poética de Aleixandre en sueco en 1974 con el título Paradisets skugga. El 6 de octubre de 1977 la Academia Sueca le concedió el Premio Nobel de Literatura. El comunicado de la institución indicaba que la concesión era:

Por su obra poética creativa que, enraizada en la tradición de la lírica española y en las modernas corrientes, ilumina la condición del hombre en el cosmos y en la sociedad de la hora presente.

El 22 de octubre de 1977 el conde de Barcelona, el duque de Alburquerque, Dámaso Alonso y Luis María Ansón fueron a Velintonia a visitarle.
Recibió el Premio Nobel el 10 de diciembre de 1977 en la Sala de Conciertos de Estocolmo.
El 14 de diciembre de 1977 le visitó en Velintonia el rey Juan Carlos y le impuso la Gran Cruz de la Orden de Carlos III.
En 1979 se colocó una placa dedicada a Vicente Aleixandre en el Palacio de Yanduri de Sevilla.
El poeta novísimo Vicente Molina Foix fue confidente de Aleixandre los últimos años de su vida.
Hospitalizado de urgencia el 10 de diciembre de 1984, en la Clínica Santa Elena, con hemorragia intestinal, murió en la noche del 13 de diciembre. Fue enterrado en la tumba familiar del Cementerio de la Almudena de Madrid el sábado 15 de diciembre de 1984.
En 2021 siguió sin aclararse la protección de la vivienda del poeta, ni la difusión y valorización de su archivo (actualmente en manos privadas), hasta que la Comunidad de Madrid declaró Bien de Interés Cultural (BIC) el archivo de Aleixandre (2022). El fondo documental no podrá ser dividido ni exportado y deberá ofrecerse al público para su estudio. Su biblioteca incluye más de 4000 ejemplares y 6400 manuscritos, entre los que se encuentran poemas inéditos. Una parte de ellos descartados de sus últimos libros, Poemas de la consumación y Diálogos del conocimiento, vieron la luz sin embargo en el libro póstumo En gran noche. En mayo de 2025 el periódico EL PAIS publicó un artículo alertando el mal estado del archivo, incluyendo las complejidades para su correcta gestión.

## Obra poética
Su obra poética presenta varias etapas: pura, surrealista, y de vejez. Además este personaje nos muestra el verdadero rostro de las personas en sus diversos poemas como el de «vinieras y te fueras dulcemente».

### Poesía pura
Su primer libro, Ámbito, compuesto entre 1924 y 1927 y publicado en Málaga en 1928, es la obra de un poeta incipiente, que aún no ha encontrado su propia voz. Predomina el verso corto asonantado y la estética de la poesía pura juanramoniana y guilleniana, además de ecos ultraístas y de la poesía clásica española del Siglo de Oro, en especial Fray Luis de León y Góngora.

### Poesía surrealista
En los años siguientes, entre 1928 y 1932, se produce un cambio radical en su concepción poética. Inspirado por los precursores del surrealismo (en especial por Arthur Rimbaud y Lautréamont) y por Freud, adoptó como forma de expresión el poema en prosa (Pasión de la Tierra, de 1935), el verso libre, y procedimientos plenamente surrealistas como el versículo y la imagen visionaria (Espadas como labios, de 1932; La destrucción o el amor, de 1935, Sombra del Paraíso, de 1944). La estética de estos poemarios es irracionalista, y la expresión se acerca a la escritura automática, aunque sin aceptar la misma como dogma de fe. En línea con el surrealismo, el poeta no asume tradición alguna, ni siquiera la métrica, y se libera, de suerte que incluso su amigo Luis Cernuda pudo decir: "Su verso no se parece a nada". Y en efecto su estilo aporta novedades estilísticas inéditas como el símil inverso (Espadas como labios) o el nexo disyuntivo equivalente (La destrucción o el amor), la hipérbole suma, el símbolo onírico no codificado, enriqueciendo definitivamente las posibilidades estilísticas de la lengua poética española, como en un tiempo pasado hicieron Garcilaso, Góngora y Rubén Darío, cada uno de ellos un gran renovador del lenguaje lírico. El poeta celebra el amor como fuerza natural ingobernable, que destruye todas las limitaciones del ser humano, y critica los convencionalismos con que la sociedad intenta apresarlo. Su estética es materialista y de un pesimismo cósmico, al contrario que el optimismo de Jorge Guillén; asume la mortalidad del individuo como una fusión en la naturaleza de una forma profundamente humana.

### Poesía antropocéntrica
Tras la guerra civil española, su obra cambió, acercándose a las preocupaciones de la poesía social imperante. Desde una posición solidaria aborda la vida del hombre común, sus sufrimientos e ilusiones. Su estilo se hace más sencillo y accesible. Dos son los libros fundamentales de esta etapa: Historia del corazón, de 1954 y En un vasto dominio, de 1962.

### Poesía de vejez
En sus últimos libros (Poemas de la consumación, de 1968, y Diálogos del conocimiento, de 1974) el poeta inicia su ciclo de senectute y su estilo vuelve a dar un giro volviendo a procedimientos que recuerdan su surrealismo inicial. La experiencia frustrante del paso del tiempo («o tarde, o pronto, o nunca»), de la vejez (en su poema «Como Moisés es el viejo» y otros) y de la cercanía de la muerte lo llevan a replantearse su irracionalismo juvenil, aunque ya en una modalidad extremadamente depurada, meditativa y serena. Utiliza un complejo conceptismo estilístico que opone conceptos como mirar / ver, conocer / saber y usa los tiempos verbales y la metáfora negativa para crear distanciamiento: "Nació, y no supo. / Respondió, y no ha hablado". El segundo, como su propio título indica, contiene diálogos entablados entre personajes simbólicos sumamente abstractos. A estos dos títulos canónicos, esto es, de los publicados en vida por el propio poeta, podría añadirse un tercero, En gran noche, de aparición póstuma, en 1991, que recoge poemas no incluidos en los dos libros anteriores y en su misma línea metafísica y reflexiva.

## Libros de prosa y poesía
- Ámbito, Málaga (6.º Suplemento de Litoral), 1928.
- Espadas como labios, M., Espasa-Calpe, 1932.
- La destrucción o el amor, M., Signo, 1935 (Premio Nacional de Literatura 1934).
- Pasión de la tierra, México, Fábula, 1935 (2.ª edición aumentada: Madrid, Adonais, 1946).
- Sombra del Paraíso, M., Adán, 1944.
- En la muerte de Miguel Hernández, Zaragoza, Cuaderno de las Horas Situadas, 1948.
- Mundo a solas. Con un retrato y seis dibujos de Gregorio Prieto M., Clan, 1950.
- Poemas paradisíacos, Málaga, El Arroyo de los Ángeles, 1952.
- Nacimiento último, M., Ínsula, 1953.
- Historia del corazón, M., Espasa-Calpe, 1954.
- Ciudad del Paraíso, Málaga, Dardo, 1960.
- Poesías completas, M., Aguilar, 1960. (Edic. del propio autor y Arturo del Hoyo)
- En un vasto dominio, M., Revista de Occidente, 1962 (Premio de la Crítica).
- Retratos con nombre, B., Col. El Bardo, 1965.
- Obras completas, M., Aguilar, 1968 (2º edición aumentada: 1977).
- Poemas de la consumación, B., Plaza y Janés, 1968 (Premio de la Crítica).
- Poesía surrealista. Antología, B., Barral, 1971.
- Sonido de la guerra, Valencia, Hontanar, 1971.
- Diálogos del conocimiento, B., Plaza y Janés, 1974.
- Tres poemas seudónimos, Málaga, Col. Juan de Yepes, 1984.
- Nuevos poemas varios, B., Plaza y Janés, 1987. (Edic. Alejandro Duque Amusco; recopilación: el mismo e Irma Emiliozzi)
- Prosas recobradas, B., Plaza y Janés, 1987. (Edic. Alejandro Duque Amusco)
- En gran noche. Últimos poemas, B., Seix Barral, 1991. (Edic. de Carlos Bousoño y Alejandro Duque Amusco)
- Álbum. Versos de juventud (con Dámaso Alonso y otros), B., Tusquets, 1993 (Edic. de Alejandro Duque Amusco y María-Jesús Velo).
- Prosa: Los encuentros. Evocaciones y pareceres. Otros apuntes para una poética, M., Austral, 1998 (Edic. Alejandro Duque Amusco)
- Poesías completas, M., Visor/Comunidad de Madrid/Ayuntamiento de Málaga, 2001 (Edic. de Alejandro Duque Amusco).
- Prosas completas, M., Visor/Comunidad de Madrid/Ayuntamiento de Málaga, 2002 (Edic. de Alejandro Duque Amusco).
- Poesía completa, Lumen, 2017. (Edic. de Alejandro Sanz).[221]
- Visitar todos los cielos, Fundación Banco Santander, 2020.[222]

## Artículos y escritos
- Los encuentros: Rubén Darío en un pueblo castellano (Revista de Occidente, junio de 1963).[223][204]
- Correspondencia a la Generación del 27 (1928-1984).[224]